# 華やかな魔女たち
『華やかな魔女たち』（伊: Le Streghe / 仏: Les Sorcières、英: The Witches）は、1967年（昭和42年）公開のイタリア映画である。5人の監督によるオムニバス映画で、全話にシルヴァーナ・マンガーノが主演している。

## 概要
『ロゴパグ』に次ぐ大御所監督による豪華競演が話題となったオムニバス映画であり、ロゴパグよりもコメディに特化している。パゾリーニはロゴパクにも参加していた。時代的なモノもありややサイケを取り入れながらも『モンティパイソン』のようなコラージュ・アニメーションを使ったポップでおしゃれなOPが特徴である。
シルヴァーナ・マンガーノが全話を通して魔女役で出演している。また、ハリウッドを代表する俳優クリント・イーストウッドが出演していいる。
ヘルムート・バーガー（この作品では本名を名乗っていた）にとっては映画デビュー作でもある。山ホテルのレストランのボーイという端役ではあるものの、実生活でオーストリアの山ホテルのオーナーの息子であり、レストランのウェイター経験のあった彼ならではの役柄であった。

## 内容
第1話「疲れきった魔女」"La strega bruciata viva"
監督 - ルキノ・ヴィスコンティ
人気女優・グローリアは、友人バレリアの誘いでアルプスの山荘へ行く。そこでも彼女は注目を受けていたが、疲労のあまり倒れてしまう。その夜、彼女はある男から仕事に専念すべきというアドバイスを受ける。翌朝、詰めかけるマスコミを前に、彼女は銀幕の女王としての貫禄を見せる。
第2話「市民気質」 "Senso civico"
監督 - マウロ・ボロニーニ
ある美女が、けがをしたトラックの運転手を自分の車に乗せる。
第3話「月から見た地球」 "La Terra vista dalla Luna"
監督 - ピエル・パオロ・パゾリーニ
妻を亡くした男は、口の不自由なアッスルダという美女を娶る。彼女のために立派な家を作りたいと考えた彼は、狂言自殺で金を集めようとする。金は集まったものの、本当にアッスルダが死ぬ。だが息子とともに帰ってきた男はアッスルダの姿を目にした。そして3人は掘っ立て小屋に暮らすことにした。
第4話「シシリア娘」 "La siciliana"監督 - フランコ・ロッシ
気性の激しいナンツイアは、恋人とよりを戻すべく騒ぎを起こした。その結果、恋人だけでなく、彼女の肉親までもが死んだ。
第5話「またもやいつもの通りの夜」 "Una serata come le altre"
監督 - ヴィットリオ・デ・シーカ
ジョバンナは、帰って来るや否やすぐに寝てしまう夫のカルロに不満を持っていた。ある日、夫からネグリジェをほめられたジョバンナは気をよくするも、カルロはいつものようにすぐ眠ってしまう。

## キャスト
| 5人の魔女たち                | シルヴァーナ・マンガーノ | 小沢寿美恵                                        |
| 「疲れきった魔女」           |                          |                                                   |
| ヴァレリア                   | アニー・ジラルド         | 此島愛子                                          |
| パオロ                       | フランシスコ・ラバル     | 島宇志夫                                          |
| 元女優                       | クララ・カラマイ         | 関弘子                                            |
| ウェイトレス                 | マリル・トロ             |                                                   |
| ホテルのボーイ               | ヘルムート・バーガー     |                                                   |
| 「月から見た地球」           |                          |                                                   |
| 男やもめの父                 | トト                     | 肝付兼太                                          |
| 息子                         | ニネット・ダヴォリ       | 仲村秀生                                          |
| 男性観光客                   | ラウラ・ベッティ         |                                                   |
| 「市民気質」                 |                          |                                                   |
| 怪我をした運転手             | アルベルト・ソルディ     | 飯塚昭三                                          |
| 「シシリア娘」               |                          |                                                   |
| 父親                         | ピエトロ・トルディ       | 塩見竜介                                          |
| 「またもやいつもの通りの夜」 |                          |                                                   |
| カルロ                       | クリント・イーストウッド | 山田康雄                                          |
|                              |                          |                                                   |
| 不明 その他                  |                          | 畠山洋子 平林尚三 三井恒 斎藤昌子 山田礼子 宮田光 |
|                              |                          |                                                   |
| 演出                         |                          |                                                   |
| 翻訳                         | 翻訳                     | 鈴木導                                            |
| 効果                         |                          |                                                   |
| 調整                         |                          |                                                   |
| 制作                         | 制作                     | 東北新社                                          |
| 解説                         |                          |                                                   |
| 初回放送                     | 初回放送                 | 1977年12月24日 『土曜招待席』                     |

## スタッフ
- 製作：ディノ・デ・ラウレンティス
- 監督：ルキノ・ヴィスコンティ、マウロ・ボロニーニ、ヴィットリオ・デ・シーカ、ピエル・パオロ・パゾリーニ、フランコ・ロッシ
- 脚本：ジュゼッペ・パトローニ・グリッフィ、チェーザレ・ザヴァッティーニ、アージェ・スカルペッリ、ベルナルディーノ・ザッポーニ、ピエル・パオロ・パゾリーニ、ファビオ・カルピ
- 撮影：ジュゼッペ・ロトゥンノ
- 音楽：エンニオ・モリコーネ、ピエロ・ピッチオーニ